# گیزی بایور
گیزی بایور (مجاری: Gizi Bajor؛ ۱۹ مهٔ ۱۸۹۳ – ۱۲ فوریهٔ ۱۹۵۱) بازیگر تئاتر و سینما اهل مجارستان بود.
وی همچنین برندهٔ جوایزی همچون جایزه کشوت شده‌است.